# Dill (Gemeinde)
Dill ist eine Ortsgemeinde im Rhein-Hunsrück-Kreis in Rheinland-Pfalz. Sie gehört der Verbandsgemeinde Kirchberg (Hunsrück) an.

## Geographie

### Lage
Dill liegt im Tal des Dillerbaches, der sich rund 30 Meter tief in die Hochfläche des Hunsrücks einschneidet, in einer Flussschlinge. Diese umfließt einen Bergsporn, auf welchem die Burg Dill liegt. Teile des Ortes erstrecken sich auch über Südhang des Spornes sowie über den Sattel, mit dem der Sporn in östlicher Richtung mit der Hochfläche verbunden ist.
Zwei Kilometer östlich des Ortes mündet der Sohrbach in den Kyrbach. Im Norden der Gemarkung verläuft die historische Ausoniusstraße.

### Nachbargemeinden
| Niedersohren  | Nieder Kostenz | Dillendorf |
| Niederweiler  | Kompass        | Hecken     |
| Laufersweiler | Gösenroth      | Sohrschied |

## Geschichte
Im Reichenbacher Schenkungsbuch wird für das Jahr 1090 ein „Landegerus de Tila“ genannt. Unklar ist, ob damit Dill gemeint ist. Vermutlich kam dieser aus der Stadt Tiel in den Niederlanden.
Die erste gesicherte Erwähnung von Dill stammt aus dem Jahre 1107, als ein Adalbert, comes de Dille, als Zeuge der Gründungsurkunde des Klosters Springiersbach in Erscheinung tritt. Jener Adalbert II., Graf von Mörsberg und Dill (* um 1070; † 30. August 1125), aus der Familie der am westlichen Bodensee ansässigen Nellenburger, hatte aus dem Erbe seiner Urgroßmutter, Hedwig von Egisheim stammenden Besitz im Nahegau, darunter auch Dill, geerbt. Adalberts Tochter Mechtild von Mörsberg heiratete Meginhard von Sponheim. Dadurch fiel Dill an die Grafschaft Sponheim.
1223/1237 wurde das Sponheimer Territorium in eine vordere und eine hintere Grafschaft geteilt, Dill blieb hierbei ebenso wie die Stammburg Sponheim im gemeinsamen Besitz beider Linien. In den folgenden Jahren diente Burg Dill immer wieder als Witwensitz oder Sitz nachgeborener Söhne. Um das Jahr 1310, nach neueren Erkenntnissen des Landeshauptarchiv Koblenz wohl 1330–1335, wird der Ort unter dem Namen Dille im Sponheimischen Gefälleregister der Grafschaft Sponheim erwähnt.
1329 wurde Dill während der Schmidtburger Fehde von Erzbischof Balduin von Trier belagert und schließlich eingenommen. 1338 gab das Erzbistum den Sponheimern Dill als Lehen zurück.
Unter Graf Johann V., dem letzten männlichen Nachkommen der Sponheimer, erhielt Dill am 8. Januar 1427 die Stadtrechte sowie die Erlaubnis, einen Wochenmarkt sowie zwei Jahrmärkte abzuhalten. Außerdem war Dill Sitz eines kleinen Amtes. Trotz dieser Sonderrechte konnte Dill keine zentralörtlichen Funktionen entwickeln: Die günstigere Lage an den Verkehrswegen und der zeitliche Vorsprung der nahe gelegenen Stadt Kirchberg, die schon 1259 das Stadtrecht erhalten hatte, die geringe Größe des Amtes, das sich zunächst nur auf Dill selbst erstreckte, bis in der zweiten Hälfte des 17. Jahrhunderts noch der Nachbarort Sohrschied dazukam, sorgten dafür, dass Dill nie über die Bedeutung einer Zwergstadt hinauskam und den Titel letztlich auch wieder verlor.
Im Pfälzischen Erbfolgekrieg wurde Burg Dill 1697 von einer französischen Armee unter General Melac zerstört. Durch die Fürsprache des evangelischen Pfarrers Christoph Besold blieb der Ort selbst von Verwüstungen verschont.
Bei der endgültigen Aufteilung der Grafschaft fiel Dill 1776 an Baden. Das kleine Amt wurde aufgelöst, Dill kam zum Amt Kirchberg. Während der französischen Besetzung zur Zeit Napoleons gehörte Dill zur Mairie Sohren, nach dem Wiener Kongress 1815 kam es zur Preußischen Rheinprovinz und dort zum Kreis Simmern. 
Seit 1946 ist der Ort Teil des Landes Rheinland-Pfalz.

## Politik

### Bürgermeister
Ortsbürgermeister von Dill ist Gundolf Kurz.

### Wappen
| Wappen von Dill | Blasonierung: „In gespaltenem Schild rechts von Silber und Rot in fünf Reihen geschacht, belegt mit aufrechtem goldenem Schlüssel mit viereckigem Griff und einwärts gekehrtem Bart mit Kreuzeinschnitt, links in Blau schwebend ein gezinnter, goldener Burgturm mit rotem Spitzdach und goldenem Knauf, offenem Tor und zwei übereinanderliegenden offenen Fensterluken.“ |
| Wappen von Dill | Wappenbegründung: Das silbern-rote Schach, belegt mit goldenem Schlüssel, weist auf die im Jahre 1427 erfolgte Verleihung der Stadt- und Freiheitsrechte durch Johann V. der hinteren Grafschaft Sponheim. Der goldene Burgturm kennzeichnet auch durch die Farbwahl die Burg Dill der vorderen Grafschaft Sponheim.                                                        |

## Burg Dill

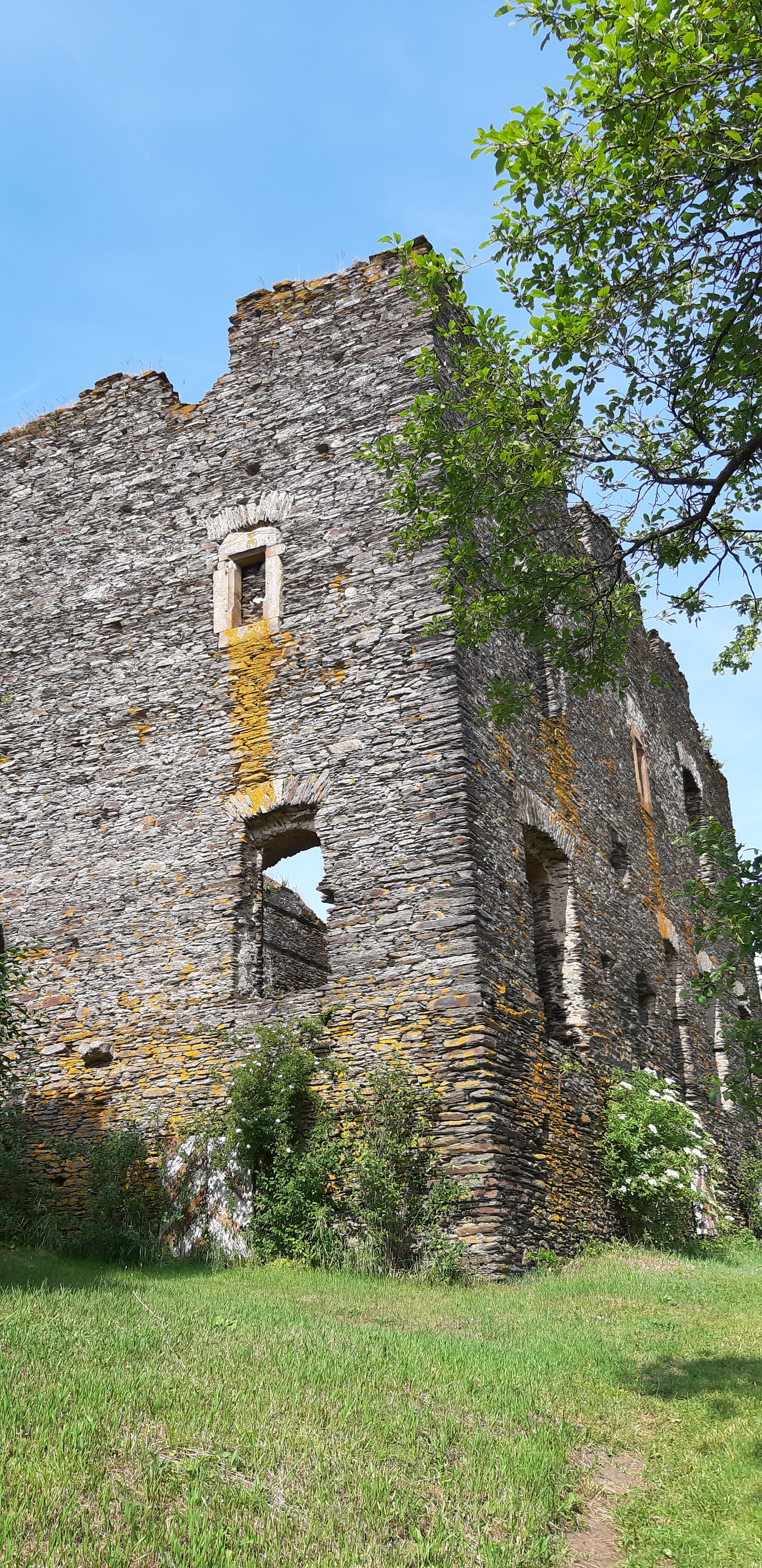
Burg Dill, Palais

Über die Zeit der Erbauung der Burg Dill liegen keine gesicherten Erkenntnisse vor, doch ist anzunehmen, dass diese im 11. Jahrhundert geschah, möglicherweise auf den Resten einer römischen oder keltischen Vorgängeranlage.
Am höchsten Punkt der Anlage im Norden befindet sich die Oberburg. Von dem rechteckigen, viergeschossigen Wohnturm mit einer Kantenlänge von 18 × 12 m sind noch drei Seitenwände vorhanden, die Ostwand fehlt. An der Außenseite der Nordwand befindet sich ein Aborterker. Teile der tonnenförmigen Kellergewölbe sind ebenfalls noch zugänglich. Im Westen der Oberburg sind Reste der Ringmauer erschlossen. Sie weisen eine Mauerung in einem Fischgrätmuster auf.
Auf der Fläche der östlich gelegenen Niederburg stehen die an der Stelle der ehemaligen Burgkapelle errichtete evangelische Kirche, ein als Ferienhaus ausgebautes Brunnenhaus sowie ein neuzeitliches Wohnhaus.
Von der westlich und südlich gelegenen 'Vorburg' sind nur noch Reste der Grund- und Umfassungsmauern vorhanden, die Fläche wird teilweise als Garten genutzt.
Die Burg ist in Privatbesitz und normalerweise nicht zugänglich. Es finden aber ein- bis zweimal im Jahr öffentliche Führungen statt.

## Historische Bauwerke

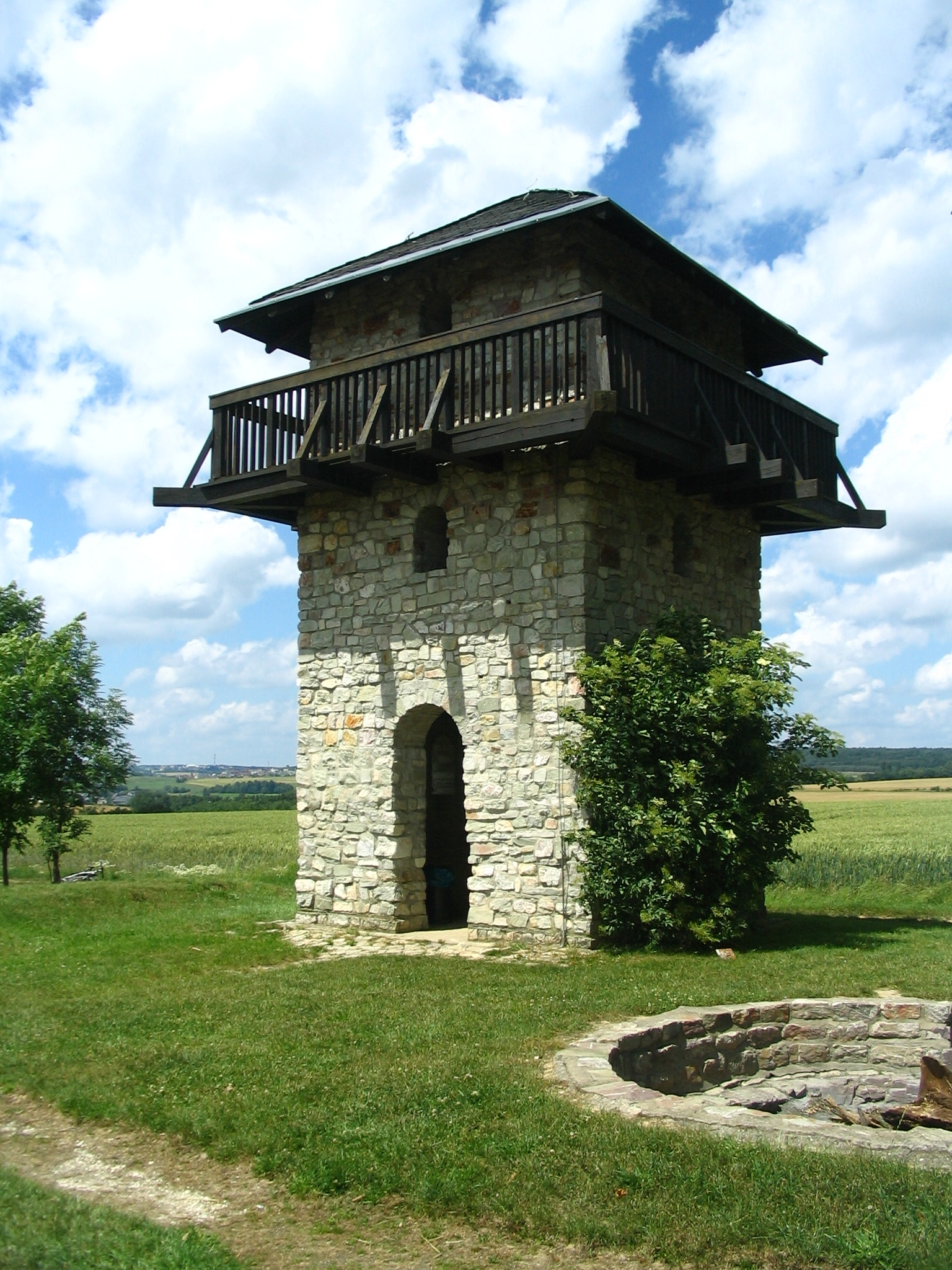
Römerturm bei Dill

Die kleine evangelische Kirche wurde 1701 an der Stelle und unter Verwendung von Material der ehemaligen Burgkapelle errichtet. Im Innern befinden sich Malereien des Kirchenmalers Johann Georg Engisch aus dem Jahre 1714. Von 1715 bis 1878 befand sich eine aus der Werkstatt der Orgelbauerfamilie Stumm stammende, von Moezenius gebaute Orgel in der Kirche. Sie wurde dann durch eine Oberlinger-Orgel ersetzt.
Im Ort befinden sich mehrere renovierte hunsrücker Fachwerkhäuser.
An der Ausoniusstraße, ein Kilometer nördlich des Dorfes, steht seit 1985 ein 9 m hoher rekonstruierter römischer Wachturm, von dessen Wehrgang in gut 5 m Höhe man einen guten Rundumblick über die Hunsrückhochfläche hat. Im Innern des Turms gelangt man über zwei Sprossenleitern über eine Zwischenebene zur Aussichtsebene, von der eine Tür zum Wehrgang führt, die Stand 2015 jedoch versperrt ist.
Nahebei befindet sich ein Grillplatz mit der Möglichkeit, römische Kinderspiele zu spielen.

## Verkehr
Dill ist über vier Kreisstraßen mit den Nachbarorten Niedersohren (weiter nach Sohren), Dillendorf (weiter nach Kirchberg), Sohrschied und Laufersweiler verbunden.
Im äußersten Nordosten grenzt die Gemarkung von Dill an die stillgelegte Hunsrückquerbahn. Unregelmäßig, aber mehrmals am Tage fahren Busse der Linie 664 der Rhein-Mosel-Verkehrsgesellschaft nach Simmern, Kirchberg, Sohren und Büchenbeuren. Darüber hinaus finden einzelne Fahrten zu Schul- und Kindergartenstandorten in benachbarten Gemeinden statt.
Sieben Kilometer nordwestlich von Dill liegt der Flughafen Hahn.